# Psychanalyse et Théorie de la libido
Psychanalyse (Psychoanalyse) et Théorie de la libido (Libidotheorie) sont deux textes de Sigmund Freud écrits durant l'été 1922 et parus à Bonn en 1923 dans  le Handwörterbuch der Sexualwissenschaft. Enzyklopädie der natur- und kulturwissenschaftlichen Sexualkunde des Menschen (Encyclopédie de la sexologie humaine en tant que science de la nature et de la culture), le « Lexique » de Max Marcuse (de) auquel ces deux articles étaient destinés.

## «Deux articles d'encyclopédie»
Ainsi que le confirme la traduction anglaise sous le titre Two Encyclopaedia Articles dans la Standard Edition de James Strachey, les « deux articles d'encyclopédie » Psychanalyse (Psychoanalyse) et Théorie de la libido (Libidotheorie) sont associés, du fait de leur première parution en 1923 dans le Handwörterbuch der Sexualwissenschaft. Enzyklopädie der natur- und kulturwissenschaftlichen Sexualkunde des Menschen (Lexique de science sexuelle. Encyclopédie de la sexologie humaine en tant que science de la nature et de la culture) sous la direction de Max Marcuse (de), édité à Bonn, chez A. Marcus & E. Weber. Une note de l'édition allemande de 1928 (Gesammelte Schriften, tome XI), précise que ces deux articles étaient donc « destinés au Lexique de Max Marcuse », et qu'ils ont été écrits par Freud durant l'été 1922.
Dans ces deux articles écrits en 1922 et publiés en 1923, Freud présente à cette date « un exposé rétrospectif » de l'évolution de sa pensée et de son œuvre psychanalytique.

### Psychanalyse
Selon Jean Laplanche et Jean-Bertrand Pontalis, parmi les définitions de la « psychanalyse », l' « une des plus explicites se trouve au début de l'article de l' Encyclopédie » de 1922 [1923] : 

« Psychanalyse est le nom :
1. d'un procédé pour l'investigation de processus mentaux à peu près inaccessibles autrement ;
2. d'une méthode fondée sur cette investigation pour le traitement des désordres névrotiques ;
3. d'une série de conceptions psychologiques acquises par ce moyen et qui s'accroissent ensemble pour former progressivement une nouvelle discipline scientifique »

— Sigmund Freud, Psychanalyse, 1922 [1923]

Les « piliers de la théorie psychanalytique » sont : « l’hypothèse de l’inconscient, de la résistance, du refoulement, l’importance accordée à la sexualité et à l’Œdipe ». Sur le « psychanalyste », Freud écrit : 

« L'acceptation  de processus psychiques inconscients, la reconnaissance de la doctrine de la résistance et du refoulement, la prise en considération de la sexualité et du complexe d'Œdipe sont les contenus principaux de la psychanalyse et les fondements de sa théorie, et qui n'est pas en mesure de souscrire à tous ne devrait pas se compter parmi les psychanalystes. »

— Sigmund Freud, Psychanalyse et Théorie de la libido.

### Théorie de la libido
Le second texte, plus bref, est consacré à « l'évolution de la théorie de la libido ». Définition de la libido : « Libido est un terme venant de la doctrine des pulsions (…) pour désigner l’expression dynamique de la sexualité ». À propos du « narcissisme secondaire » observé dans les états psychotiques « au cours desquels le sujet retire ses investissements libidinaux des objets », sont évoquées « les névroses narcissiques (“dementia praecox, paranoïa, mélancolie”) ».

## Publication, traductions

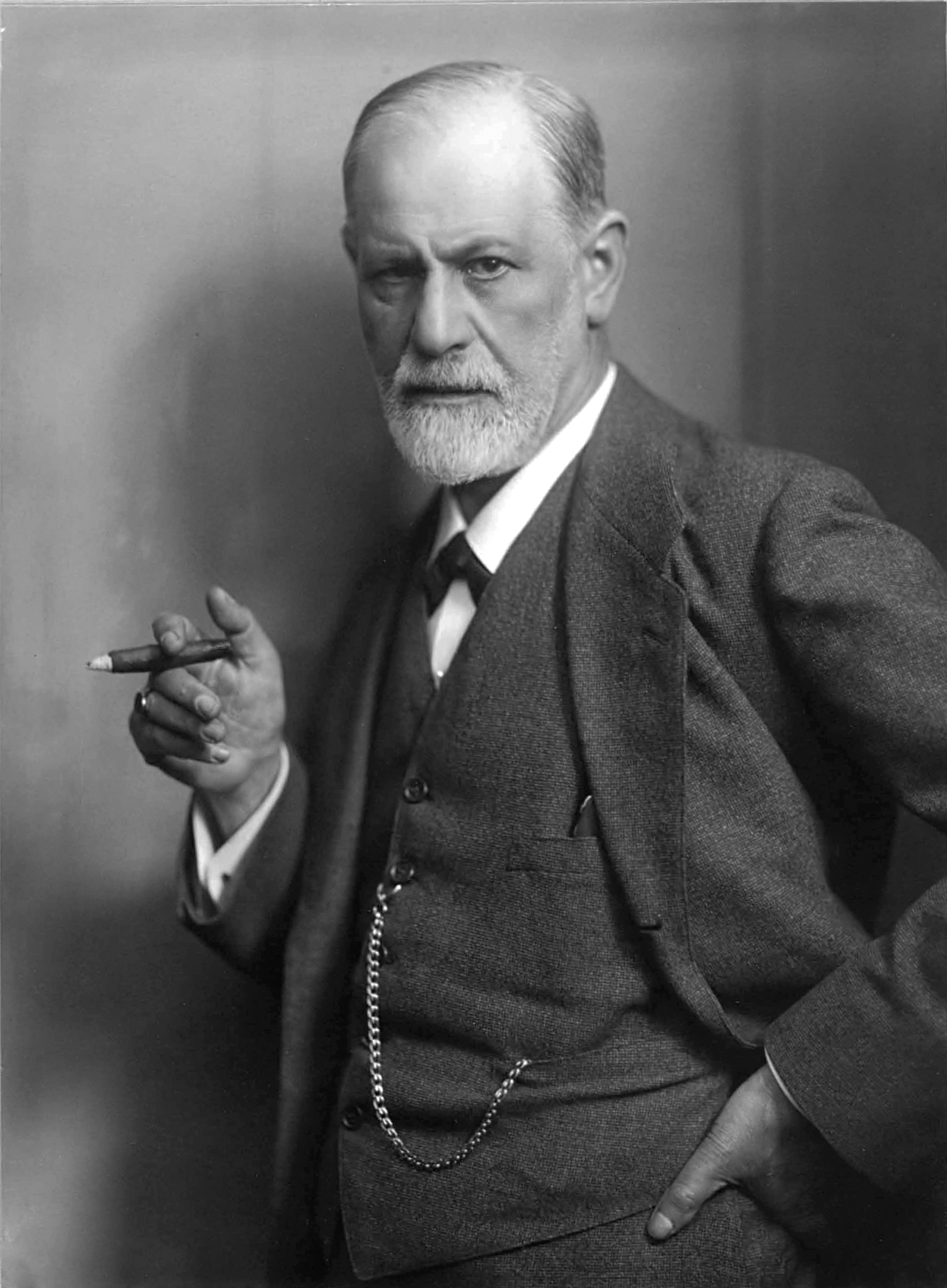
Sigmund Freud, par Max Halberstadt, vers 1921.

- 1923 : Première publication, dans  Max Marcuse (de), Handwörterbuch der Sexualwissenschaft. Enzyklopädie der natur- und kulturwissenschaftlichen Sexualkunde des Menschen (Lexique de science sexuelle. Encyclopédie de la sexologie humaine en tant que science de la nature et de la culture), Bonn, A. Marcus & E. Weber, p. 296-298 et 377-383[1],[note 1]

- Autres éditions allemandes
  - 1928 : Gesammelte Schriften, tome XI, p. 201-223.
  - 1940 : Gesammelte Werke, tome XIII, p. 211-233.

- Traduction anglaise
  - 1955 : Standard Edition tome XVIII, p. 235-259 : « Two Encyclopaedia Articles ».

- Traductions françaises
  - 1985 :  dans Résultats, idées, problèmes, p. 51-77, traduit par J. Altounian, A. Bourguignon, P. Cotet, A. Rauzy : « Psychanalyse » et « Théorie de la libido ».
  - 1991 : OCF.P, t. XVI 1921-1923, p. 181-208, trad. J. Altounian, A. Bourguignon, P. Cotet, A. Rauzy :  « Psychanalyse » et « Théorie de la libido ».